# Green Bay (Wisconsin, nagyváros)
Green Bay nagyváros (city) az USA Wisconsin államában, Brown megyében, melynek megyeszékheye. Lakosainak száma 107 395 fő (2020. április 1.).

## Népesség
A település népességének változása:

| 2010 | 104 057 |
| 2020 | 107 395 |